# R-40空對空飛彈
R-40飛彈（北約代號：AA-6或Acrid）是一個超視距空對空飛彈，在1960年代由蘇聯政府為米格25戰鬥機特別研製的飛彈。米格25的後續型號米格31戰鬥機也可以携帶此型號飛彈。R-40同時也是早期世界上生產過的專門設計的最大空對空飛彈，也是第一種專門開發來作長射程的空對空導彈，但射程最遠的記錄在服般不久便被美國aim54鳳凰導彈打破。而現役最大和重的空對空導彈是美國的AIM-174B槍手空對空飛彈。
和本彈相似的設計還有美國的AIM-97飛彈，但它並沒有被大量生產和服役，還只是一種由其他用途的導彈改造成的。而實際當時因為兩彈設計是對付預期中音速三倍的敵機(XB-70或米格-25本身等)，一發射便會把火箭燃料猛燒到最高速度和較近的路線衝向敵機，所以的射程還不足一百公里，不同當代中程以上射程的設計是對付平時高亞音速的大型敵機，採用燃料慢燒和通過阻力較低的超高空飛行，實際現代類似的大型空對空導彈射程可達三百公里以上。